# Злотково
Злотково (пол. Złotkowo, нім. Goldau) — село в Польщі, у гміні Сухий Ляс Познанського повіту Великопольського воєводства.
Населення — 412 осіб (2011).
У 1975-1998 роках село належало до Познанського воєводства.

## Демографія
Демографічна структура станом на 31 березня 2011 року:
|          | Загалом | Допрацездатний вік | Працездатний вік | Постпрацездатний вік |
| -------- | ------- | ------------------ | ---------------- | -------------------- |
| Чоловіки | 209     | 43                 | 152              | 14                   |
| Жінки    | 203     | 43                 | 130              | 30                   |
| Разом    | 412     | 86                 | 282              | 44                   |